# Advogado do Diabo
Advogado do Diabo (Advocatus diaboli do latim) é uma antiga posição oficial dentro da Igreja Católica, o Promotor da Fé (do Latim, Promotor Fidei) aquele que argumentava contra a canonização de um candidato, tentando descobrir quaisquer falhas de carácter ou deturpação das provas a favor da canonização (por exemplo, inconsistência nas provas dos supostos milagres, etc.). Na Igreja Católica, o oponente do Advogado do Diabo (Advocatus diaboli) era o chamado Advogado de Deus (Advocatus dei).

## História
O ofício de Advogado do Diabo foi estabelecido em 1587 pelo Papa Sisto V e foi abolido pelo Papa João Paulo II em Janeiro de 1983, com o objectivo declarado de tornar o processo de santificação mais simples, mais rápido, menos caro e mais produtivo. A recolha de evidências passou a estar a cargo dos Bispos locais, e terminou a discussão legal entre o "advogado do Diabo" e os defensores da canonização. Para demonstrar a verdade sobre a vida do candidato, um Colégio de Relatores estava agora encarregado de examinar a causa. O fim do Advogado do Diabo está associado a uma elevação no número de indivíduos canonizados: cerca de 500 canonizados e mais de 1300 beatificados a partir desta data até 2005, enquanto apenas houvera cerca de 300 canonizações no período que vai de 1587 a 1983. Isto sugere que os Advogados do Diabo, de facto, reduziam o número de canonizações. Atualmente, a última palavra num processo de canonização pertence ao Papa em exercício.

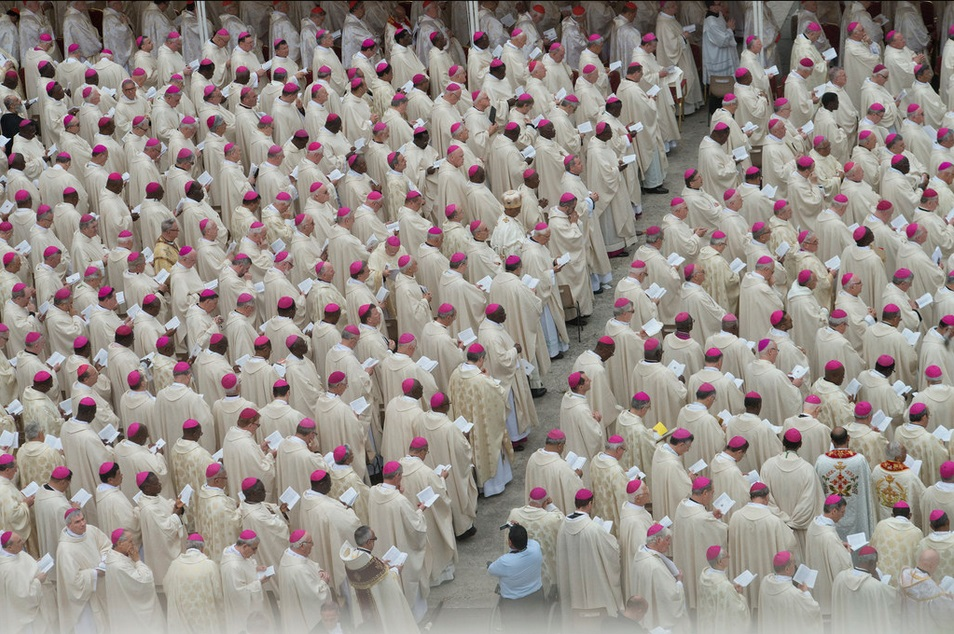
Canonização de São João XXIII e São João Paulo II

Em casos de controvérsia, o Vaticano pode ainda procurar o testemunho de críticos de um candidato à canonização. Um exemplo notável disto aconteceu em 2003, quando o ateu Christopher Hitchens, crítico declarado da Madre Teresa, que considerava uma fanática fundamentalista e uma fraude, foi entrevistado como parte das suas audiências de beatificação.  Madre Teresa foi declarada santa pelo Papa Francisco em Setembro de 2016.

## Uso comum do termo
Hoje em dia o termo tem vindo a designar uma pessoa que discute a favor de um ponto de vista no qual não acredita necessariamente, mas que o faz simplesmente para apresentar um argumento oposto. Este processo pode vir a ser utilizado para testar a qualidade do argumento e identificar erros na sua estrutura. Também designa aquele que defende pontos de vista que aparentemente são indefensáveis ou que defende uma causa ou ideia contrária ao interesse geral.